# Eicochrysops delicatula
Eicochrysops delicatula är en fjärilsart som beskrevs av Paul Mabille 1877. Eicochrysops delicatula ingår i släktet Eicochrysops och familjen juvelvingar. Inga underarter finns listade i Catalogue of Life.